# Новороссийское (Хакасия)
Новоросси́йское — село в Алтайском районе Хакасии, административный центр Новороссийского сельсовета, которому подчинены четыре поселения Алтайского района — Березо́вка, Герасимово, Ле́тник и Лукьяновка.

## География
Расположено в середине обширной степи енисейско-абаканского междуречья, в 33 км на юго-восток от райцентра — села Белый Яр. Расстояние до ближайшей ж.-д. станции Абакан — 55 км, до аэропорта в Абакане — 57 км. Ближайший населённый пункт — деревня Лукьяновка в 4 км к северо-западу.
Рядом с селом находится искусственный сосновый бор.

## История
Основано в конце XIX века. В 1907 году прогрессивные московские предприниматели С. И. Четвериков и В. С. Алексеев арендовали у государства территорию под пастбища в Лугавской волости Минусинского уезда, построили здесь кирпичный завод, вырыли колодцы, построили зимние фермы для скота, раздали местным крестьянам займы и заказы на корма, — и всё это для того, чтобы перевезти сюда стадо элитных овец численностью в 60-70 тысяч голов с Кавказа, где срок аренды пастбищ истекал в 1908 году и не мог быть продлён.
Предприятие называлось «Товарищество сибирских овцеводческих экономий В. С. Алексеева и С. И. Четверикова» и было смелым новаторством, поскольку до них никто промышленным разведением тонкорунных овец на этих территориях не занимался и было неясно, возможно ли оно вообще. Процесс «был сплошным творчеством», но дело пошло. В 1910 году в товариществе выделили три самостоятельных структурных единицы — Алтайскую, Батеневскую и Учумскую «экономии». Алтайская экономия это и есть новороссийский союз пяти деревень, развитых для нужд товарищества как узлы единого технологического цикла. Название деревни Летник, подчинённой Новороссийскому, говорит само за себя.
Шерсть, получаемая с «сибирских овец», качеством оказалась даже выше, чем образцовая с австралийских мериносов и напрямую поставлялась на камвольные фабрики Четверикова в Москве. Накануне Октябрьского переворота сибирское стадо Четверикова насчитывало уже 50 тысяч голов.
Дальнейшая история Новороссийского неразрывно связана с существованием и развитием здесь бывшей «алтайской экономии» Четверикова. После революции и национализации на базе «алтайской экономии» был образован «совхоз-коммуна». В 1925 году совхоз преобразован в «Минусинский совхоз „Овцевод“», В 1959 году — в «Племовцесовхоз „Россия“», с 1991 года — «Государственный племенной завод „Россия“» (ГПЗ). На заводе проводилась обширная селекционная работа; здесь была выведена особая порода тонкорунных сибирских овец, «известная на всю страну». В начале XXI века завод разорился и был закрыт, из его активов выделились ООО «Андреевское» и «Черёмушка». 
Кроме овец, здесь работали над улучшением пород лошадей, крупного рогатого скота, а также сибирских сортов зерновых культур. 
Управа совхоза и сельская администрация до 1962 года находились в Лукьяновке. С 1962 администрация переведена в Новороссийское.

## Население
| 2002 | 2010 | 2013 |
| ---- | ---- | ---- |
| 984  | ↘980 | ↗993 |

В том числе русские — 93,9 %; немцы, хакасы, украинцы, мордва и др. (по данным на 2004).

## Инфраструктура
Село находится в трёх километрах от трассы регионального значения Р411 Абакан — Саяногорск.
В селе находятся администрация поселения, детский сад, средняя школа, детская музыкальная школа, участковая больница, библиотека, музей истории ГПЗ «Россия».